# 17935 Vinhoward
17935 Vinhoward è un asteroide della fascia principale. Scoperto nel 1999, presenta un'orbita caratterizzata da un semiasse maggiore pari a 2,5336560 UA e da un'eccentricità di 0,1880638, inclinata di 5,75190° rispetto all'eclittica.